# Бой под Сендзеёвицами
Бой под Сендзеёвицами — сражение Январского восстания в Польше, произошедшее 14 (26) августа 1863 год между сводным эскадроном регулярных войск из 44-го донского гусарского полка и Гродненского лейб-гвардейского гусарского полка и польскими мятежниками.

## Предыстория
После сокрушительного поражения под Игнацево Эдмунд Тачановский с остатками своего отряда отступил в Лодзинское воеводство, где, за лето вновь собрав значительные силы численностью до 1500 человек, в основном состоящие из местных крестьян и мелких шляхтичей, безуспешно попытался занять Злочев, после чего ненадолго отступил к местечку Нецмиров.
Утром 13 (25) августа 1863 года регулярные войска под общим командованием полковника В. А. Клота, находящиеся в тот момент в районе местечка Турек, получили от своих разведчиков информацию, что в 25 километрах от местечка в районе между деревнями Попово и Сендзеёвицы была замечена крупная хорошо вооружённая конная группа мятежников (более 100 человек).
Несмотря на имеющуюся у него информацию о действиях крупного отряда повстанцев под командованием Э. Тачановского общим числом до 1500 человек, Клот принял конную группу за отдельный отряд мятежников, никак не связанный с Тачановским, который по полученной ещё ранее дезинформации действовал со своим отрядом значительно севернее. Он приказал сформировать для их преследования и ликвидации сводный эскадрон из 44-го донского гусарского полка и Гродненского лейб-гвардейского гусарского полка. Всего набралось 42 человека, включая пять офицеров (штабс-ротмистр А. П. Граббе, поручики А. Н. Витмер и Урусов, корнет Ермолов и майор Моноцков).
Ранним утром 14 (26 августа) 1863 года эскадрон регулярных войск, преодолев за сутки более 100 вёрст, нагнал мятежников в районе между деревнями Островне, Комостки и Сендзиёвицы.

## Бой
Первое боестолкновение произошло около 9:15 утра 14 (26) августа 1863 года. Группа из 6 казаков, направленная Граббе на разведку под командой поручика Витмера, в километре от д. Комостки, наткнулась на повстанческий пикет из нескольких всадников. Обменявшись выстрелами с казаками, мятежники якобы бросились бежать в сторону д. Сендзиёвицы. Преследование продолжалось около 500 метров, после чего мятежникам навязали рукопашный бой и все они были изрублены. Регулярные войска, ворвавшись в сами Сендзиёвицы, якобы застали находящихся там повстанцев врасплох, около 10 было убито ими на месте, оставшиеся стали упорно отстреливаться, забаррикадировавшись и заняв оборону в местном каменном костёле. Однако спустя считанные минуты прибывший на место боя с оставшимися гусарами эскадрона Граббе понял, что это была ловушка и что в лесу к югу от деревни скрывается весь отряд Тачановского.
Регулярным войскам так и не удалось выбить забаррикадировавшихся в костёле мятежников, кроме того, уже через 10 минут после прибытия Граббе воодушевлённые Тачановским мятежники, смело начали фронтальную конную атаку на деревню, стремясь смять регулярные войска своим натиском.
Русским с большим трудом удалось отразить её, однако вторая атака повстанцев была более продуманной. Сперва по флангам ударила кавалерия мятежников, стремясь разъединить оборонявшиеся в деревне регулярные войска, затем в тыл им зашла крупная группа пехотинцев-косинеров. Фон Граббе, потеряв в первые минуты боя коня, приказал всем оставшимся в строю спешиться и пытался организовать оборону, прикрываясь строениями в деревне. К 10 часам утра в строю осталось меньше половины личного состава, по приказу Граббе они по примеру поляков на начальном этапе боя забаррикадировались в нескольких зернохранилищах на окраине деревни и смогли удерживать в них оборону ещё не менее часа. Затем Тачановкий внезапно приказал прекратить атаку.
Около 11:15 мятежники начали решающую атаку на деревню. Сперва они подожгли строения, в которых укрылись обороняющиеся, что вынудило тех переместиться к сельскому кладбищу и занять оборону там. Однако повстанцы промедлили между поджогом строений и началом атаки, что позволило 20 остававшимся на тот момент в живых бойцам беспрепятственно занять оборону на кладбище в 200 метрах от зернохранилищ. Вскоре Граббе был ранен в спину пулей навылет. Принявший на себя командование Витмер смог удерживать оборону до 12 часов утра, после чего 400 пешим косинерам удалось прорвать оборону регулярных войск, и остававшиеся в состоянии держать оборону 4 человека по приказу Витмера сложили оружие.

## Последствия
Все раненные были взяты в плен и заключены повстанцами в одну из деревенских изб. Однако уже в ночь на 16 (28) августа 1863 повстанцы отступили из деревни, оставив Сендзиёвицы вместе со всеми пленными регулярным войскам. А. П. Граббе, кроме пулевого ранения лишившийся кисти правой руки и получивший несколько рубленых ран тела, умер от ран в лазарете в Сендзиёвицах в 7 часов утра 19 (31) августа 1863 года. Всего же, по воспоминаниям участника боя А. Н. Витмера (1839—1916), потери регулярных войск составили 27 убитых на поле боя, 15 пленных (из них 12 ранеными, из которых 3, включая Граббе, позже умерли от ран). Потери мятежников он оценил в 97 убитых и «множество раненых».
После поражения русского эскадрона против Тачановского были высланы значительные силы регулярных войск, которые и привели к повторному разгрому его отряда в сражении под Крушиной 16 (28) августа — 17 (29) августа 1863 года